# NGC 4473
NGC 4473 là tên của một thiên hà elip nằm trong chòm sao Hậu Phát. Khoảng cách của nó với Trái Đất của chúng ta là khoảng xấp xỉ 50 triệu năm ánh sáng. Vào ngày 8 tháp 4 năm 1784, nhà thiên văn học người Anh gốc Đức William Herschel đã phát hiện ra thiên hà này. Các nghiên cứu xa hơn cho thấy, NGC 4473 có góc nghiêng 71 độ từ điểm nhìn của Trái Đất. Nó là thiên hà thành viên của chuỗi Markarian, chuỗi này là một phần của cụm Xử Nữ.
Các cụm sao cầu của thiên hà này có số lượng xấp xỉ 376 ± 97. Các cụm sao cầu này có lẽ được hình thành từ những vụ hợp thành thiên hà nhỏ khác mà giúp tạo nên vùng bên ngoài của thiên hà.
NGC 4473 có hai đĩa sao quay luân phiên nhau ở bên trong vùng bên trong của thiên hà này. Hai cái đĩa này có thể được hình thành là do sự bồi tụ các chất khí ở bên ngoài thiên hà hoặc là do va chạm với các thiên hà nhiều chất khí.
Bằng việc sử dụng kính viễn vọng không gian Hubble cũng như các dữ liệu quang phổ thu được từ mặt đất, Douglas Ríchtone cùng các đồng sự của mình tại đại học Michigan đã kết luận rằng thiên hà này có một lỗ đen siêu khối lượng. Lỗ đen này có khối lượng được ước tính là khoảng 100 triệu lần khối lượng mặt trời. Đường kính của nó là vào khoảng 4,459 đơn vị thiên văn.

## Dữ liệu hiện tại
Theo như quan sát, đây là thiên hà nằm trong chòm sao Hậu Phát và dưới đây là một số dữ liệu khác:
Xích kinh 12h 29m 48.9s
Độ nghiêng 13° 25′ 46″
Giá trị dịch chuyển đỏ 0.007485
Vận tốc xuyên tâm 2244 km/s
Cấp sao biểu kiến 11.16
Kích thước biểu kiến 4.5' × 2.5'
Loại thiên hà E5